# Sants canonitzats per Joan Pau II

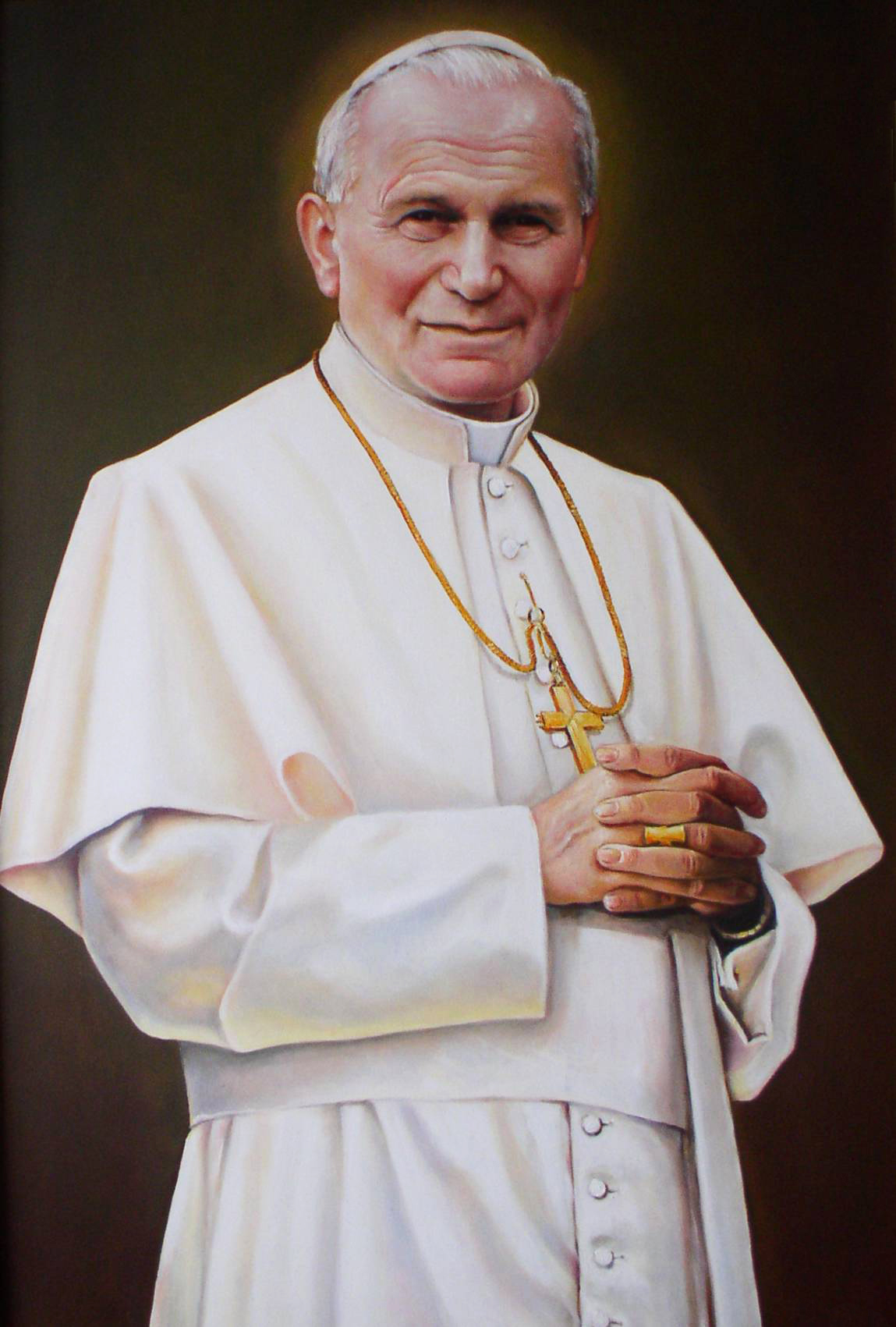
Joan Pau II

Aquest article és una relació dels sants canonitzats pel Papa Joan Pau II. Joan Pau II canonitzà 482 sants durant els 26 anys de regnat com a Papa entre 1978 i 2005:
| No.  | Sant                                                  | Data de Canonizació    | Lloc de Canonizació   |
| ---- | ----------------------------------------------------- | ---------------------- | --------------------- |
| 1.   | Crispí de Viterbo                                     | 20 de juny de 1982     | Basílica de Sant Pere |
| 2.   | Maksymilian Maria Kolbe                               | 10 d'octubre de 1982   | Basílica de Sant Pere |
| 3.   | Marguerite Bourgeoys                                  | 31 d'octubre de 1982   | Basílica de Sant Pere |
| 4.   | Jeanne Delanoue                                       | 31 d'octubre de 1982   | Basílica de Sant Pere |
| 5.   | Leopold Mandić                                        | 16 d'octubre de 1983   | Basílica de Sant Pere |
| 6.   | Paula Frassinetti                                     | 11 de març de 1984     | Basílica de Sant Pere |
| 7.   | 103 màrtirs coreans                                   | 6 de maig de 1984      | Seül                  |
| 8.   | Miguel Febres Cordero                                 | 21 d'octubre de 1984   | Basílica de Sant Pere |
| 9.   | Francis Anthony Fasani                                | 13 d'abril de 1986     | Basílica de Sant Pere |
| 10.  | Joseph Tomasi                                         | 12 d'octubre de 1986   | Basílica de Sant Pere |
| 11.  | Lorenzo Ruiz                                          | 18 d'octubre de 1987   | Basílica de Sant Pere |
| 12.  | Dominic Ibáñez de Erquicia                            | 18 d'octubre de 1987   | Basílica de Sant Pere |
| 13.  | Yakobo Kyushei Tomonaga i 13 companys                 | 18 d'octubre de 1987   | Basílica de Sant Pere |
| 14.  | Giuseppe Moscati                                      | 25 d'octubre de 1987   | Basílica de Sant Pere |
| 15.  | Roque González de Santa Cruz                          | 16 de maig de 1988     | Asunción              |
| 16.  | Alonso Rodríguez Olmedo                               | 16 de maig de 1988     | Asunción              |
| 17.  | Joan de Castillo                                      | 16 de maig de 1988     | Asunción              |
| 18.  | Eustochia Smeralda Calafato                           | 11 de juny de 1988     | Messina               |
| 19.  | Andrew Dung-Lac                                       | 19 de juny de 1988     | Basílica de Sant Pere |
| 20.  | Tommaso Thien                                         | 19 de juny de 1988     | Basílica de Sant Pere |
| 21.  | Emanuele Phung                                        | 19 de juny de 1988     | Basílica de Sant Pere |
| 22.  | Girolamo Hermosilla                                   | 19 de juny de 1988     | Basílica de Sant Pere |
| 23.  | Valentino Berrio Ochoa                                | 19 de juny de 1988     | Basílica de Sant Pere |
| 24.  | Teofano Venard i 111 companys                         | 19 de juny de 1988     | Basílica de Sant Pere |
| 25.  | Simón de Rojas                                        | 3 de juliol de 1988    | Basílica de Sant Pere |
| 26.  | Rose-Philippine Duchesne                              | 3 de juliol de 1988    | Basílica de Sant Pere |
| 27.  | Magdalen de Canossa                                   | 2 d'octubre de 1988    | Basílica de Sant Pere |
| 28.  | Maria Rosa Molas i Vallvé                             | 11 de desembre de 1988 | Basílica de Sant Pere |
| 29.  | Clelia Barbieri                                       | 9 d'abril de 1989      | Basílica de Sant Pere |
| 30.  | Gaspar Bertoni                                        | 1 de novembre de 1989  | Basílica de Sant Pere |
| 31.  | Richard Pampuri                                       | 1 de novembre de 1989  | Basílica de Sant Pere |
| 32.  | Agnès de Bohèmia                                      | 12 de novembre de 1989 | Basílica de Sant Pere |
| 33.  | Albert Chmielowski                                    | 12 de novembre de 1989 | Basílica de Sant Pere |
| 34.  | Mutien-Marie Wiaux                                    | 10 de desembre de 1989 | Basílica de Sant Pere |
| 35.  | Marie-Marguerite d'Youville                           | 9 de desembre de 1990  | Basílica de Sant Pere |
| 36.  | Raphael Kalinowski                                    | 17 de novembre de 1991 | Basílica de Sant Pere |
| 37.  | Claude La Colombière                                  | 31 de maig de 1992     | Basílica de Sant Pere |
| 38.  | Ezequiel Moreno y Díaz                                | 11 d'octubre de 1992   | Santo Domingo         |
| 39.  | Claudine Thévenet                                     | 21 de març de 1993     | Basílica de Sant Pere |
| 40.  | Teresa de Jesús dels Andes                            | 21 de març de 1993     | Basílica de Sant Pere |
| 41.  | Enric d'Ossó i Cervelló                               | 16 de juny de 1993     | Madrid                |
| 42.  | Meinhard de Holstein                                  | 8 de setembre de 1993  | Riga                  |
| 43.  | Jan Sarkander                                         | 21 de maig de 1995     | Olomouc               |
| 44.  | Zdislava Berka                                        | 21 de maig de 1995     | Olomouc               |
| 45.  | Marko Krizevcanin                                     | 2 de juliol de 1995    | Košice                |
| 46.  | Stefan Pongracz                                       | 2 de juliol de 1995    | Košice                |
| 47.  | Melichar Grodziecki                                   | 2 de juliol de 1995    | Košice                |
| 48.  | Eugene de Mazenod                                     | 3 de desembre de 1995  | Basílica de Sant Pere |
| 49.  | Jean-Gabriel Perboyre                                 | 2 de juny de 1996      | Basílica de Sant Pere |
| 50.  | Egidio Maria of Saint Joseph Francis Anthony Postillo | 2 de juny de 1996      | Basílica de Sant Pere |
| 51.  | Juan Grande Román                                     | 2 de juny de 1996      | Basílica de Sant Pere |
| 52.  | Eduvigis de Polònia                                   | 8 de juny de 1997      | Cracòvia              |
| 53.  | John of Dukla                                         | 10 de juny de 1997     | Krosno                |
| 54.  | Teresa Beneta de la Creu                              | 11 d'octubre de 1998   | Basílica de Sant Pere |
| 55.  | Marcel·lí Champagnat                                  | 18 d'abril de 1999     | Basílica de Sant Pere |
| 56.  | John Calabria                                         | 18 d'abril de 1999     | Basílica de Sant Pere |
| 57.  | Agostina Livia Pietrantoni                            | 18 d'abril de 1999     | Basílica de Sant Pere |
| 58.  | Cunegunda de Polònia                                  | 16 de juny de 1999     | Stary Sącz            |
| 59.  | Cirilo Bertrán i 8 companys                           | 21 de novembre de 1999 | Basílica de Sant Pere |
| 60.  | Innocencio of Mary Immaculate                         | 21 de novembre de 1999 | Basílica de Sant Pere |
| 61.  | Benedetto Menni                                       | 21 de novembre de 1999 | Basílica de Sant Pere |
| 62.  | Thomas de Cori                                        | 21 de novembre de 1999 | Basílica de Sant Pere |
| 63.  | Mary Faustina Kowalska                                | 30 d'abril de 2000     | Basílica de Sant Pere |
| 64.  | Cristóbal Magallanes Jara i 19 companys               | 21 de maig de 2000     | Basílica de Sant Pere |
| 65.  | Román Adame Rosales                                   | 21 de maig de 2000     | Basílica de Sant Pere |
| 66.  | Rodrigo Aguilar Aleman                                | 21 de maig de 2000     | Basílica de Sant Pere |
| 67.  | Julio Álvarez Mendoza                                 | 21 de maig de 2000     | Basílica de Sant Pere |
| 68.  | Luis Bátiz Sáinz                                      | 21 de maig de 2000     | Basílica de Sant Pere |
| 69.  | Agustín Caloca Cortés                                 | 21 de maig de 2000     | Basílica de Sant Pere |
| 70.  | María Venegas de la Torre                             | 21 de maig de 2000     | Basílica de Sant Pere |
| 71.  | José Maria de Yermo y Parres                          | 21 de maig de 2000     | Basílica de Sant Pere |
| 72.  | Augustine Chao i 119 companys                         | 1 d'octubre de 2000    | Basílica de Sant Pere |
| 73.  | Katharine Drexel                                      | 1 d'octubre de 2000    | Basílica de Sant Pere |
| 74.  | Josephine Bakhita                                     | 1 d'octubre de 2000    | Basílica de Sant Pere |
| 75.  | María Josefa Sancho de Guerra                         | 1 d'octubre de 2000    | Basílica de Sant Pere |
| 76.  | Luigi Scrosoppi                                       | 10 de juny de 2001     | Basílica de Sant Pere |
| 77.  | Agostino Roscelli                                     | 10 de juny de 2001     | Basílica de Sant Pere |
| 78.  | Bernard de Corleone                                   | 10 de juny de 2001     | Basílica de Sant Pere |
| 79.  | Teresa Eustoquio Verzeri                              | 10 de juny de 2001     | Basílica de Sant Pere |
| 80.  | Rafqa Choboq Ar-Rayes                                 | 10 de juny de 2001     | Basílica de Sant Pere |
| 81.  | Giuseppe Marello                                      | 25 de novembre de 2001 | Basílica de Sant Pere |
| 82.  | Paula Montal i Fornés                                 | 25 de novembre de 2001 | Basílica de Sant Pere |
| 83.  | Maria Crescentia Höss                                 | 25 de novembre de 2001 | Basílica de Sant Pere |
| 84.  | Léonie Aviat                                          | 25 de novembre de 2001 | Basílica de Sant Pere |
| 85.  | Alonso de Orozco                                      | 19 de maig de 2002     | Basílica de Sant Pere |
| 86.  | Ignatius de Santhià                                   | 19 de maig de 2002     | Basílica de Sant Pere |
| 87.  | Humilis de Bisignano                                  | 19 de maig de 2002     | Basílica de Sant Pere |
| 88.  | Benedetta Cambiagio Frassinello                       | 19 de maig de 2002     | Basílica de Sant Pere |
| 89.  | Paulina of the Agonizing Heart of Jesus               | 19 de maig de 2002     | Basílica de Sant Pere |
| 90.  | Pius de Pietrelcina                                   | 16 de juny de 2002     | Basílica de Sant Pere |
| 91.  | Pedro Betancur                                        | 30 de juliol de 2002   | Ciutat de Guatemala   |
| 92.  | Juan Diego Cuauhtlatoatzin                            | 31 de juliol de 2002   | Ciutat de Mèxic       |
| 93.  | Josepmaria Escrivá de Balaguer                        | 6 d'octubre de 2002    | Basílica de Sant Pere |
| 94.  | Pedro Poveda Castroverde                              | 4 de maig de 2003      | Madrid                |
| 95.  | José María Rubio Peralta                              | 4 de maig de 2003      | Madrid                |
| 96.  | Àngela de la Creu                                     | 4 de maig de 2003      | Madrid                |
| 97.  | María Maravillas de Jesús                             | 4 de maig de 2003      | Madrid                |
| 98.  | Genoveva Torres Morales                               | 4 de maig de 2003      | Madrid                |
| 99.  | Virginia Centurione Bracelli                          | 18 de maig de 2003     | Basílica de Sant Pere |
| 100. | Maria De Mattias                                      | 18 de maig de 2003     | Basílica de Sant Pere |
| 101. | Ursula Ledóchowska                                    | 18 de maig de 2003     | Basílica de Sant Pere |
| 102. | Józef Sebastian Pelczar                               | 18 de maig de 2003     | Basílica de Sant Pere |
| 103. | Daniele Comboni                                       | 5 d'octubre de 2003    | Basílica de Sant Pere |
| 104. | Joseph Freinademetz                                   | 5 d'octubre de 2003    | Basílica de Sant Pere |
| 105. | Arnold Janssen                                        | 5 d'octubre de 2003    | Basílica de Sant Pere |
| 106. | Gianna Beretta Molla                                  | 16 de maig de 2004     | Basílica de Sant Pere |
| 107. | Luigi Orione                                          | 16 de maig de 2004     | Basílica de Sant Pere |
| 108. | Hannibal Mary De França                               | 16 de maig de 2004     | Basílica de Sant Pere |
| 109. | Josep Manyanet i Vives                                | 16 de maig de 2004     | Basílica de Sant Pere |
| 110. | Nimatullah Kassab Al-Hardini                          | 16 de maig de 2004     | Basílica de Sant Pere |
| 111. | Paola Elisabetta Cerioli                              | 16 de maig de 2004     | Basílica de Sant Pere |